# میجان علیا
میجان علیا، روستایی در دهستان رضوان بخش جبالبارز شهرستان جیرفت در استان کرمان ایران است.

## جمعیت
بر پایه سرشماری عمومی نفوس و مسکن در سال ۱۳۹۵، جمعیت این روستا برابر با ۴۸۶ نفر (۱۴۲ خانوار) بوده‌است.